# Isak Nordström
Isak Nordström, född 26 juni 1989 i Karlstad, är en svensk skådespelare. Nordström har bland annat arbetat för Kulturhuset Stadsteatern i Stockholm och Malmö stadsteater. Sedan 2021 ingår Nordström i Regionteatern Blekinge Kronobergs fasta ensemble.